# Ostrava
Ostrava (polsk: Ostrawa; tysk: Ostrau) er en by i det østlige Tjekkiet, der med sine 284.765 (2024) indbyggere er den tredjestørste by i Tjekkiet. Den ligger ved floden Oder tæt på grænsen til Polen. Ostrava er hovedby i regionen Mähren-Schlesien.

## Kendte bysbørn
En af byens berømte sønner er tennisspilleren Ivan Lendl.